# ダヴィデ・ベッテッラ
ダヴィデ・ベッテッラ（イタリア語: Davide Bettella、2000年4月7日 - ）は、イタリアのサッカー選手。ポジションはDF。

## クラブ歴
パドヴァに生まれ、カルチョ・パドヴァの下部組織でサッカーを始めた。その後、インテルナツィオナーレ・ミラノの下部組織に移籍した。
2018年6月29日にアタランタBCにインテル側の買戻しオプションつきで完全移籍した。2018-19シーズンはベンチ入りする機会こそあれ、出場機会はなかった。
そのため、2019年1月14日にセリエBのデルフィーノ・ペスカーラ1936に2020年6月まで期限付き移籍、2019年4月22日の試合でスターティングメンバーに名を連ねてプロ初出場を記録した。
2020年9月11日に同じくセリエBのACモンツァに2022年6月末までの期限付き移籍、条件付きの買取義務条項がつけられた。12月19日に古巣のペスカーラから得点を奪い、移籍後初得点を記録した。2022年5月29日にモンツァは昇格を決めたため、モンツァが買い取る事となった。
同年8月19日、セリエB昇格組のパレルモFCに買取オプションつきで期限付き移籍した。

## 代表歴
2015年にU-15代表に初招集され、年代別代表初出場となった。その後、UEFA U-17欧州選手権2017、UEFA U-19欧州選手権2018に出場した。UEFA U-19欧州選手権2019にも年齢的に出場出来たため、予選では主将を務めて本戦進出に貢献したが、2019 FIFA U-20ワールドカップに出場したため、同大会本戦に出場する事はなかった。その後U-21代表でも出場を記録した。